# Josephine Preston Peabody
Pour les articles homonymes, voir Peabody.
Josephine Preston Peabody, née le 30 mai 1874 à Brooklyn dans l'État de New York et morte le 4 décembre 1922 à Cambridge dans l'État du Massachusetts est une poète, dramaturge, épistolière, diariste, librettiste et parolière américaine.
Josephine Preston Peabody  est également connue comme auteure de récits et nouvelles à destination des enfants.

## Biographie

### Jeunesse et formation

#### Une famille attentive

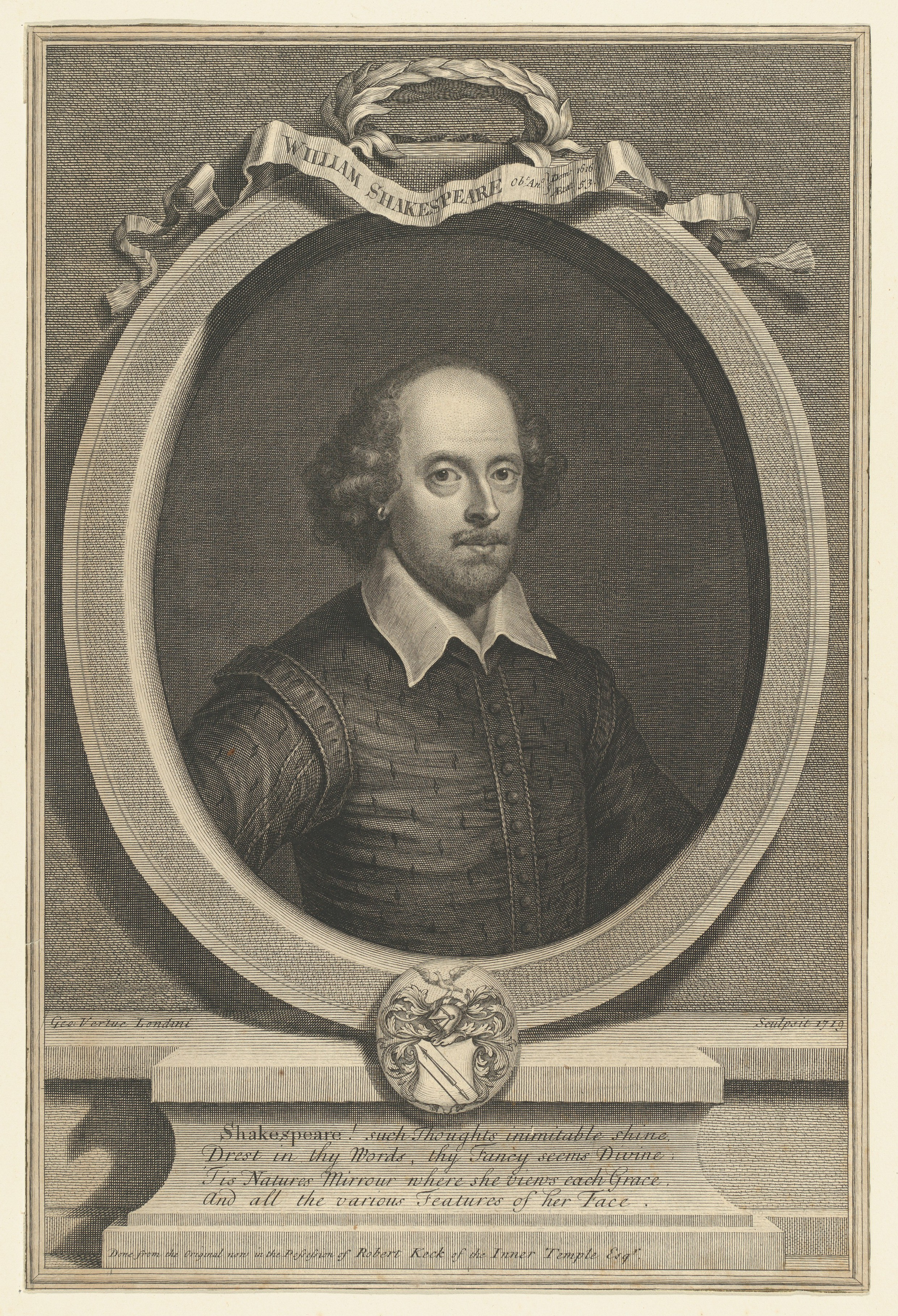
William Shakespeare.

Josephine Preston Peabody est la seconde des trois filles (Marion, l'aînée et Florence la cadette) de Charles Kilham Peabody et de Susan Josephine Morrill Peabody. Son père est issue d'une vieille famille anglaise implantée dans le Massachusetts depuis 1630 et sa mère est issue d'une famille implantée à Boston,,,.
Les parents de Josephine Preston Peabody se sont spécialement investis dans l'éducation de leurs enfants, en leur transmettant l'amour de la littérature, de la peinture, de la musique et du théâtre, plus spécialement shakespearien et en réalisant des pièces à la maison,,,. 

#### Les épreuves
La jeune Josephine Preston Peabody va connaitre deux épreuves, la perte de sa jeune sœur Florence en 1882, puis la mort de son père Charles Kilham Peabody en 1884 quand elle a 10 ans,,. 
Susan Josephine Morrill Peabody emmène ses deux filles, Joséphine Preston et Marion, à Dorchester dans la banlieue proche de Boston pour vivre dans résidence de leur grand-mère maternelle,.   

#### L'amour de la littérature

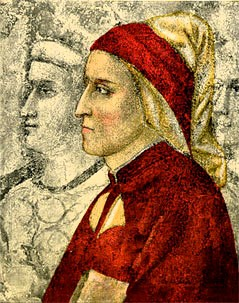
Dante Alighieri.

Josephine Preston Peabody suit ses études secondaires à la Girls’ Latin School (devenue la Boston Latin Academy (en) en 1972) , mais malade, elle interrompt ses études une année avant la fin,,.   
D'après son journal, de 1888 à 1894 elle a lu 600 livres portant sur des domaines divers : poésie, littérature, philosophie, théâtre histoire,,.     

### Carrière

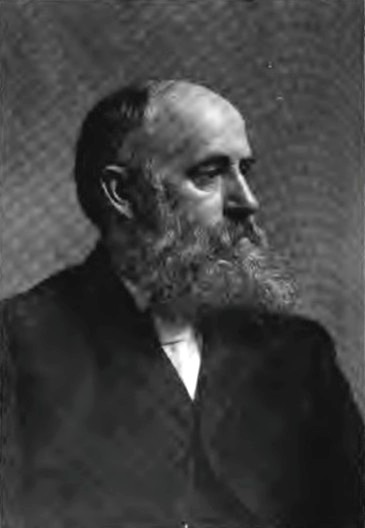
Horace Elisha Scudder.

#### Les débuts de poète
Josephine Preston Peabody commence dès ses treize ou quatorze ans à rédiger des poèmes. À partir de ses 18 ans, elle envoie ses poèmes à divers journaux et magazines, après avoir essuyé plus d'une centaine de refus, en 1894, un de ses poèmes est accepté par le mensuel Atlantic Monthly dirigé par Horace Scudder (en) qui deviendra son ami , son mentor et son éditeur. C'est grâce à lui qu'elle fait connaissance de la préraphaélite Christina Rossetti,,,.
Ses poésies publiées par l'Atlantic Monthly lui ouvrent de nouvelles opportunités, le Scribner’s Magazine et The Century Magazine, The Chap-Book, The Independent (New York City) (en) publient également ses poésies,. 
Grâce à cette notoriété, Josephine Preston Peabody peut reprendre ses études interrompue par la maladie, sur les recommandations d'Horace Scudder, elle est admise au Radcliffe College qu'elle fréquente de 1894 à 1896. Là, grâce à la présence d'enseignants venus de l'université Harvard, elle est encouragée à persévérer dans la littérature. Elle est marquée par Dante, le théâtre médiéval, comme le genre des Miracles, et le théâtre élisabéthain,,. 

#### Les premières publications

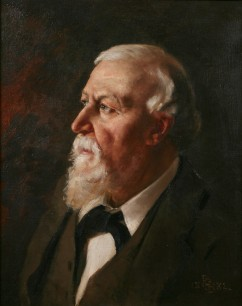
Robert Browning.

En 1897, Josephine Preston Peabody publie un premier livre Old Folk Stories, un livre pour enfants qui expose les personnages de la mythologie grecque, suivi en 1898 par la publication de son premier recueil de poèmes The Wayfarers, qui rassemble l'ensemble de ses poèmes écrits entre ses 16 ans et ses 21 ans, suivi en 1900 par la publication de sa première pièce de théâtre Fortune and Men's Eyes construite selon l'esthétique des sonnets de Shakespeare. Ces premières œuvres sont fortement inspirées par l'esthétique de Shakespeare, Robert Browning et des préraphaélites,,,.
The Wayfarers comme Fortune and Men's Eyes sont reçus positivement par la critique, au point qu'en 1901, le Wellesley College lui offre un poste de maîtresse de conférences, poste qu'elle accepte pour démissionner en 1903,,.   

#### La dramaturge
En 1897, avant la publication de Fortune and Men's Eyes, Josephine Preston Peabody commence à écrire une pièce en vers sur le poète élisabéthain Christopher Marlowe qu'elle achève en 1901,.
Il faut attendre 1913 pour la publication d'autres pièces avec The Wolf of Gubbio, suivi de The Chameleon et de The Wings en 1917 et sa dernière pièces Portrait of Mrs. W en 1922.

#### L'auteure lyrique
En 1902, de retour d'un voyage en Europe Josephine Preston Peabody écrit The Singing Leaves, un recueil de chants édité en 1903. puis, elle rédige le livret de l'opéra Pan : a Choric Idyl sur une musique du compositeur Charles A. E. Harriss (en) qui est monté à Ottawa en 1904. En 1921, elle rédige les paroles de Song for the Pilgrim Women pour la reconstitution historique de l'arrivée des pères pèlerins à Plymouth,,.

#### Littérature pour enfants
Dès 1897,  Josephine Preston Peabody s'est fait connaître pour avoir publié un premier livre pour enfants Old Folk Stories, elle reprend la direction de la littérature pour enfant, en 1908, avec la naissance de sa fille Alison, elle publie un recueil de poèmes pour enfants The Book of the Little Past qui est suivi par The Piper, une pièce reprenant la légende du Joueur de flûte de Hamelin qui est monté en 1910 au Shakespeare Memorial Theatre de à Stratford-upon-Avon qui est récompensé par le Stratford Prize Competition. connait plusieurs représentations notamment à Londres avant d'être monté au New Theatre devenu le Century Theatre à New York le 30 janvier 1911. The Piper devient un succès international qui fait gagner une petite fortune à Josephine Preston Peabody,,,.

#### Les engagements politiques

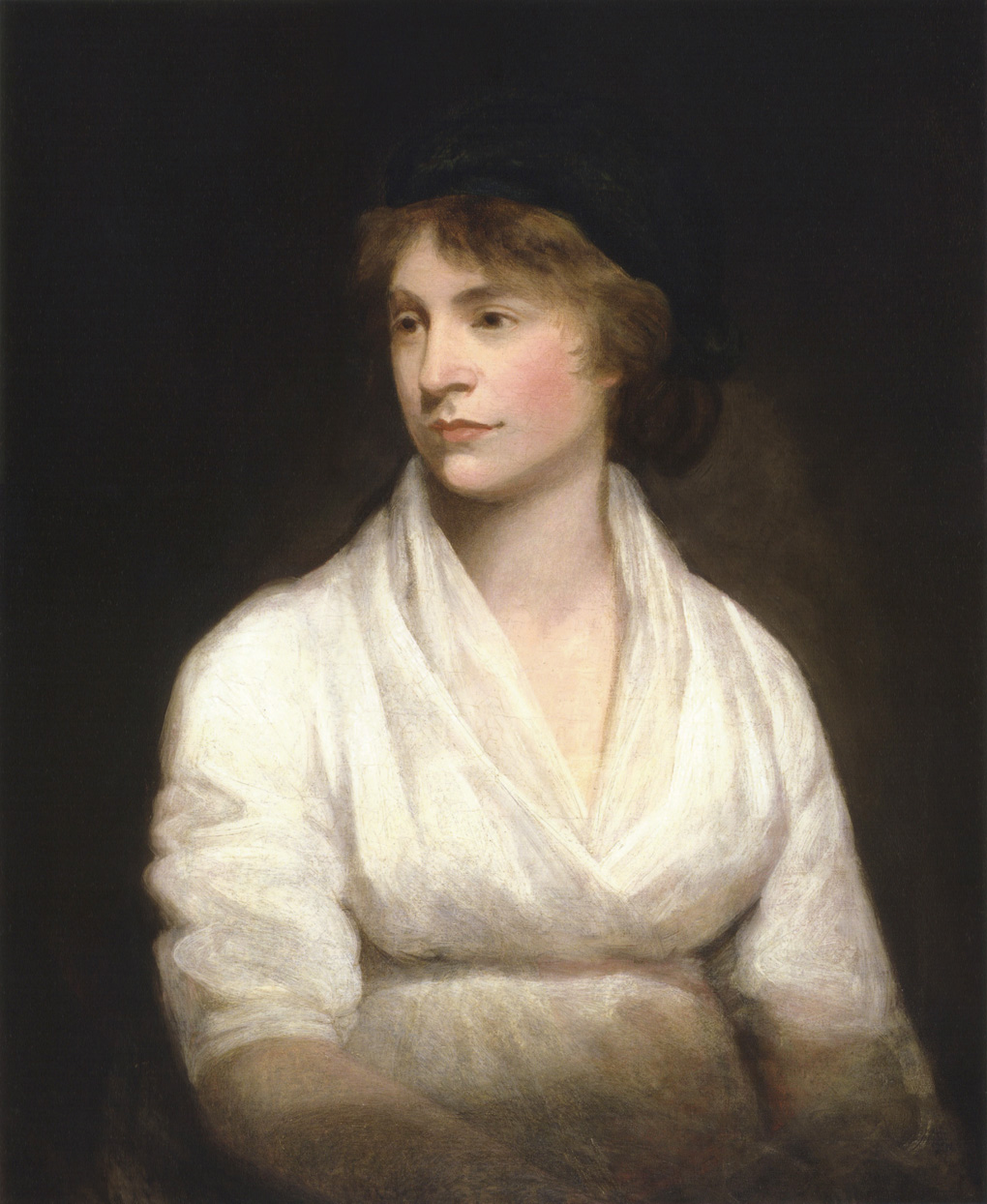
Mary Wollstonecraft.

Josephine Preston Peabody est sensibilisée aux problèmes sociaux qui traversent la vie américaine, elle prend fait et cause pour le droit de vote des femmes et rejoint le Women's Party (UK) (en), en 1909, elle adhère à la Fabian Society, son recueil de chants pour lieders The Singing Man porte sur les droits de l'homme, sa pièce The Wings (1917) a pour thématique la question des droits des femmes. Josephine Preston Peabody a la conviction que le monde pourra s'améliorer, tendre vers un ordre social plus juste et pacifique lorsque les femmes pourront participer à la gestion du monde au même titre que les hommes. Sa dernière œuvre Portrait of Mrs. W traite indirectement du mouvement des suffragettes britanniques en célébrant la vie de Mary Woolstonecraft. son recueil de poèmes Harvest Moon publié en 1916 exprime ses émotions envers les horreurs de Grande guerre des Nations,,,.
Dans une interview donnée au New-York Times et publié le 23 janvier 1916 Josephine Preston Peabody affirme que selon elle, la poésie, la littérature sont des témoignages de ce temps par ce qu'elles expriment le « rythme de la vie » tel que l'a éprouvé un auteur ; d'où elle insiste sur la musicalité de poésie, de l'importance de la rythmique des vers par les rimes favorisant la mémorisation. 

### Vie privée
Le 21 juin 1906 Josephine Preston Peabody épouse Lionel Simeon Marks, un professeur d'ingénierie mécanique de Harvard. Le couple donne naissance à deux enfants, une fille Alison (née en 1908) et un fils Lionel (né en 1910),,. 
À partir de 1912, Josephine Preston Peabody souffre d’artériosclérose et en décède en décembre 1922. 

## Œuvres
Quand une œuvre est suivie d'un identifiant ISBN, cela signifie qu'elle a fait l'objet de rééditions récentes souvent sous forme de fac-similé, l'identifiant est celui, en principe, de la réédition la plus récente, sans préjuger d'autres rééditions antérieures ou ultérieures. La lecture en ligne est généralement celle de la publication originale.

### Recueils de poèmes
- The Wayfarers, Boston, Copeland and Day, 1898, 116 p. (ISBN 9781377320762, lire en ligne),
- Harvest Moon, Boston, Houghton Mifflin Co., 1916, 114 p. (ISBN 9781377327976, lire en ligne),

### Théâtre
- Fortune and Men's Eyes, Drama in One Act, Boston, Small, Maynard & Company, 1900, 132 p. (ISBN 9781330522943, lire en ligne),
- Marlowe: A Drama in Five Acts, Boston & New York, Houghton, Mifflin Co, 1901, 172 p. (ISBN 9780353952287, lire en ligne),
- The Piper, a Play in Four Acts, Boston & New York, Houghton Mifflin Co, 1910, 224 p. (ISBN 9780526682010, lire en ligne),
- The Wolf of Gubbio - A Comedy in Three Acts, Boston & New York, Houghton Mifflin Co, 1913, 216 p. (ISBN 9780526013685, lire en ligne),
- The Wings, a Drama in One Act, by Josephine Preston Peabody, New York, Samuel French Ltd, 1917, 36 p. (ISBN 9780484853934, lire en ligne),
- The Chameleon: A Comedy in Three Acts, New York, Samuel French, 1917, 84 p. (ISBN 9780364696422, lire en ligne),
- Portrait of Mrs. W.: A Play in Three Acts with an Epilogue, Boston & New York, Houghton Mifflin Co, 1922, 174 p. (ISBN 9780469878402, lire en ligne),
- The Collected Plays of Josephine Preston Peabody  (préf. George Pierce Baker), Boston, Houghton Mifflin Co, 1927, 828 p. (ISBN 9780243277452, lire en ligne),

### Recueil de textes de chansons et lieders
- The Singing Leaves: A Book of Song and Spells, Boston, Houghton Mifflin Co., 1903, 148 p. (ISBN 9781010174929, lire en ligne),
- The Singing Man: A Book of Songs and Shadows, Boston & New York, Houghton Mifflin Co, 1911, 108 p. (ISBN 9780469889613, lire en ligne),

### Livret d'opéra
- (en) Pan : a Choric Idyl, Londres, Novello, 1904, 108 p. (OCLC 225698436) sur une musique de Charles A. E. Harriss (en)[10].

### Littérature pour enfants
- Old Greek Folk Stories Told Anew, Boston & Toronto, Houghton Mifflin Co., 1897, 134 p. (ISBN 9781599151212, lire en ligne),
- The Book of the Little Past, Boston, Houghton Mifflin Co, 1910, 86 p. (ISBN 9780267507283, lire en ligne),

### Correspondance et journal intime
- Christina Hopkinson Baker (dir.), Diary and Letters of Josephine Preston Peabody, Boston, Houghton Mifflin, 1925, 380 p. (OCLC 1136175281, lire en ligne),

## Prix et distinctions
- 1910 : lauréate du Stratford Prize Competition pour sa pièce de théâtre The Piper, a Play in Four Acts[6],[8].
- 1914 : élection comme membre honoraire de la fraternité Phi Beta Kappa[2].

## Archives
Les archives de Josephine Preston Peabody sont déposées et consultables auprès de la Houghton Library de l'université Harvard.

## Pour en savoir plus

#### Notices dans des encyclopédies et manuels de références
- (en-US) O. Johnson (dir.), Dictionary of American Biography, vol. 7, New York, Scribner, 1962, 649 p. (ISBN 9780684141442, lire en ligne), p. 339-340. ,
- (en-US) Paul Wilson Boyer (dir.), Notable American Women: A Biographical Dictionary, Volume III: 1607-1950, P-Z, Cambridge, Massachusetts, Belknap Press of Harvard University Press, 1er janvier 1971, 729 p. (ISBN 9780674288379, lire en ligne), p. 34-36. ,
- (en-US) Robert McHenry, Famous American Women: A Biographical Dictionary from Colonial Times to the Present, New York, Dover Publications, 1er septembre 1983, 482 p. (ISBN 9780486245232, lire en ligne), p. 320-321.
- (en-US) John A. Garraty (dir.), American National Biography, Volume 17: Park - Pushmataha, New York, Oxford University Press, USA, 1er janvier 1999, 952 p. (ISBN 9780195127966, lire en ligne), p. 188. ,
- (en-US) Steven R. Serafin & Alfred Bendixen (dir.), Continuum Encyclopedia of American Literature, New York, Continuum, 1999, 1309 p. (ISBN 9780826410528, lire en ligne), p. 876. ,
- (en-US) Anne Commire (dir.), Women in World History,  Volume 12: O - Q : a biographical encyclopedia, Waterford, Connecticut, Yorkin Publications / Gale Cengage (réimpr. 12 juin 2001) (1re éd. 1999), 876 p. (ISBN 9780787640712, lire en ligne), p. 424-425. ,
- (en-US) Taryn Benbow-Pfalzgraf (dir.), American Women Writers: A Critical Reference Guide: From Colonial Times to the Present, Vol. 3 :  L-R, Detroit, Michigan, St. James Press, 1er janvier 2000, 363 p. (ISBN 9781558624320, lire en ligne), p. 261-262. ,
- (en-US) Jeffrey H. Gray, James McCorkle & Mary Balkun (dir.), The Greenwood Encyclopedia Of American Poets And Poetry, vol. 4, Westport, Connecticut, Greenwood Press, 30 décembre 2005, 1409 p. (ISBN 9780313330124, lire en ligne), p. 1231-1232. ,
- (en) Amy Tikkanen, « Josephine Preston Peabody » , sur Encyclopedia Britannica, 30 novembre 2021.

#### Articles
- (en-US) Edward Wagenknecht, « Reviewed Work: Diary and Letters of Josephine Preston Peabody », The North American Review, vol. 223, no 830,‎ mars-mai 1926, p. 192 (1 page) (lire en ligne ),
- (en-US) Issa J. Boulatta, « Gibran in the Diaries of Josephine Preston Peabody », Al-'Arabiyya, vol. 10, nos 1/2,‎ printemps-automne 1977, p. 33-41 (9 pages) (lire en ligne ),